# 줄리아 루비니

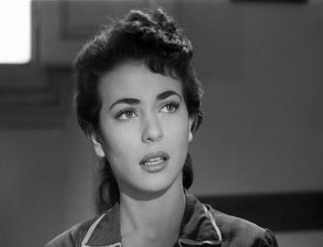

줄리아 루비니(Giulia Rubini, 1935년 6월 2일 ~ )는 이탈리아의 배우, 영화배우이다.
페스카라에서 태어났다.

## 영화
- 다윗과 골리앗 (1960년)
- 비극의 테오도르 (1958년)
- 걸스 오브 산 프레디아노 (1955년)
- 하이 스쿨 (1954년)
- 디즈니랜드 (1954년) - 카운티스 줄리에타 역